# Suffolk County (Massachusetts)
 For alternative betydninger, se Suffolk County. (Se også artikler, som begynder med Suffolk County)
Suffolk County er et amerikansk county i delstaten Massachusetts.

## Personer fra Suffolk County
- Richard Bellingham († 1672), guvernør (Massachusetts Bay-kolonien)
- Horatio Alger († 1899), forfatter
- Norman Cota († 1971), United States Army general
- Vannevar Bush († 1974), ingeniør, voksede op i Chelsea
- Chick Corea, musiker, komponist († 2021)
- Tom Birmingham (1949-), politiker

42°20′06″N 71°04′25″V / 42.334949°N 71.073494°V